# Mayes C. Rubeo
Mayes C. Rubeo (Cidade do México, 1962) é uma figurinista mexicana. Como reconhecimento, foi indicada ao Oscar 2020 por Jojo Rabbit (2019).